# Wladimir Bolotski
Wladimir Wiktorowitsch Bolotski (portugiesisch Vladimir Victorovitch Bolotskikh; russisch Владимир Викторович Болотских; * 18. August 1969 in Wladiwostok, Sowjetunion) ist ein ehemaliger russisch-portugiesischer Handballspieler.

## Karriere

### Verein
Wladimir Bolotski spielte in seiner Heimat für SKIF Krasnodar und Dinamo Astrachan, mit dem er 1990 sowjetischer Meister wurde. 1991 durfte der 1,90 m große Rückraumspieler ins Ausland wechseln und unterschrieb beim portugiesischen Erstligisten Académico Basket Clube. Mit dem Team aus Braga gewann er 1992, 1993, 1995 und 1996 die Meisterschaft, 1992, 1993, 1995 und 1996 den Pokal sowie 1991, 1992, 1993 und 1995 den Supercup. In der EHF Champions League 1993/94 warf er insgesamt 55 Tore und erreichte die Finalspiele, in denen Braga dem spanischen Vertreter TEKA Santander mit 22:22 und 21:23 unterlag. 1996 wechselte er zu Marítimo Funchal, die ab 1998 als Madeira Andebol SAD antraten. Dort wurde er 1999 erneut Pokalsieger. 2004 ging er nach Setúbal zum Vitória FC. Von 2007 bis 2009 lief er für Sporting Lissabon auf. Nach einer weiteren Saison auf Madeira, ließ er seine Laufbahn bei CV Tavira ausklingen.

### Nationalmannschaft
Mit der portugiesischen Nationalmannschaft nahm Bolotski an der Weltmeisterschaft 1997 teil. Dort erzielte er acht Treffer in vier Spielen und belegte mit Portugal den 19. Platz.